# Osmia collinsiae
Osmia collinsiae är en biart som beskrevs av Robertson 1905. Osmia collinsiae ingår i släktet murarbin, och familjen buksamlarbin. Inga underarter finns listade i Catalogue of Life.